# China International Payments System
CIPS
Le China International Payments System (sigle : CIPS, appelé également Cross-Border Inter-Bank Payments System) est un système de paiement  interbancaire transfrontalier, créé en 2015, qui offre des services de compensation et de règlement à ses participants pour les paiements et les échanges transfrontaliers en Yuan. C'est une infrastructure du marché financier en Chine, mais qui a aussi une dimension internationale. Des négociations sont en cours avec le réseau SWIFT plus ancien (créé en 1973), et le plus utilisé dans les échanges financiers internationaux, ainsi qu'avec le réseau SPFS développé par la Russie depuis 2014.

## Historique et rôle
Le 8 octobre 2015, le CIPS (phase I) est entré en service. Le premier lot de participants directs comprend 19 banques chinoises et étrangères et 176 participants indirects qui couvrent 6 continents et 47 pays et régions. Le 25 mars 2016, CIPS a signé un Mémorandum d'entente ou MoU (pour Memorandum of Understanding) avec SWIFT pour la connexion de CIPS avec les membres de SWIFT. Le CIPS ne faciliterait pas le transfert de fonds. Il transmet plutôt des ordres de paiement, qui doivent être réglés par les comptes correspondants que les institutions ont entre elles. Chaque institution financière, pour échanger des transactions bancaires, doit avoir une relation bancaire en étant une banque ou en s'affiliant à une (ou plusieurs) banques afin de bénéficier de ces caractéristiques commerciales particulières. Cependant, il a été rapporté en juillet 2015 que le CIPS serait utilisé uniquement pour les transactions commerciales transfrontalières en yuan plutôt que d'inclure les transactions liées au capital. Il a été dit qu'il offrait désormais, au mieux, un réseau complémentaire pour le règlement des transactions liées au commerce dans la monnaie chinoise, par rapport à la mosaïque actuelle de banques de compensation chinoises dans le monde. Des négociations seraient également en cours pour intégrer le réseau russe SPFS et connecter ainsi ce système russe SPFS à l’Inde, l’Iran et aux pays de l’Union économique eurasienne.
Autre élément de contexte, en janvier 2019, la France, l'Allemagne et le Royaume-Uni procèdent à la création de la société INSTEX, destinée à favoriser les échanges commerciaux avec l'Iran, sans utiliser le dollar américain. Pour ce faire, INSTEX reproduit les fonctions de SWIFT mais en dehors de son réseau. Il s'agit de contourner la surveillance par les États-Unis du réseau SWIFT à la suite des décisions de Donald Trump de rompre le traité avec l'Iran (sur le nucléaire) et de remettre en place un blocus économique et financier de l'Iran,.
Le CIPS a indiqué avoir traité en 2019 135,7 milliards de yuans (19,4 milliards de dollars) par jour. À fin juin 2020 , environ 980 institutions financières dans 96 pays et régions ont utilisé ce système. En 2020, le CIPS dépend encore largement de SWIFT pour la messagerie financière transfrontalière, mais il a le potentiel pour fonctionner de manière indépendante.